# Katarzyna Wiśniowska
Katarzyna Wiśniowska (ur. 28 września 1931 w Łopuszce Wielkiej, zm. 28 grudnia 1996 w Łopuszce Wielkiej) – polska łuczniczka, czterokrotna mistrzyni świata. 
Była zawodniczką Budowlanych Rzeszów. Dziewięciokrotnie zdobywała medale mistrzostw świata w łucznictwie (1955), rekordzistka świata, dwukrotna mistrzyni Polski w wieloboju indywidualnym (1945, 1959). Zasłużona Mistrzyni Sportu. W 1955 odznaczona złotym Medalem za Wybitne Osiągnięcia Sportowe.